# Средневековое оружие

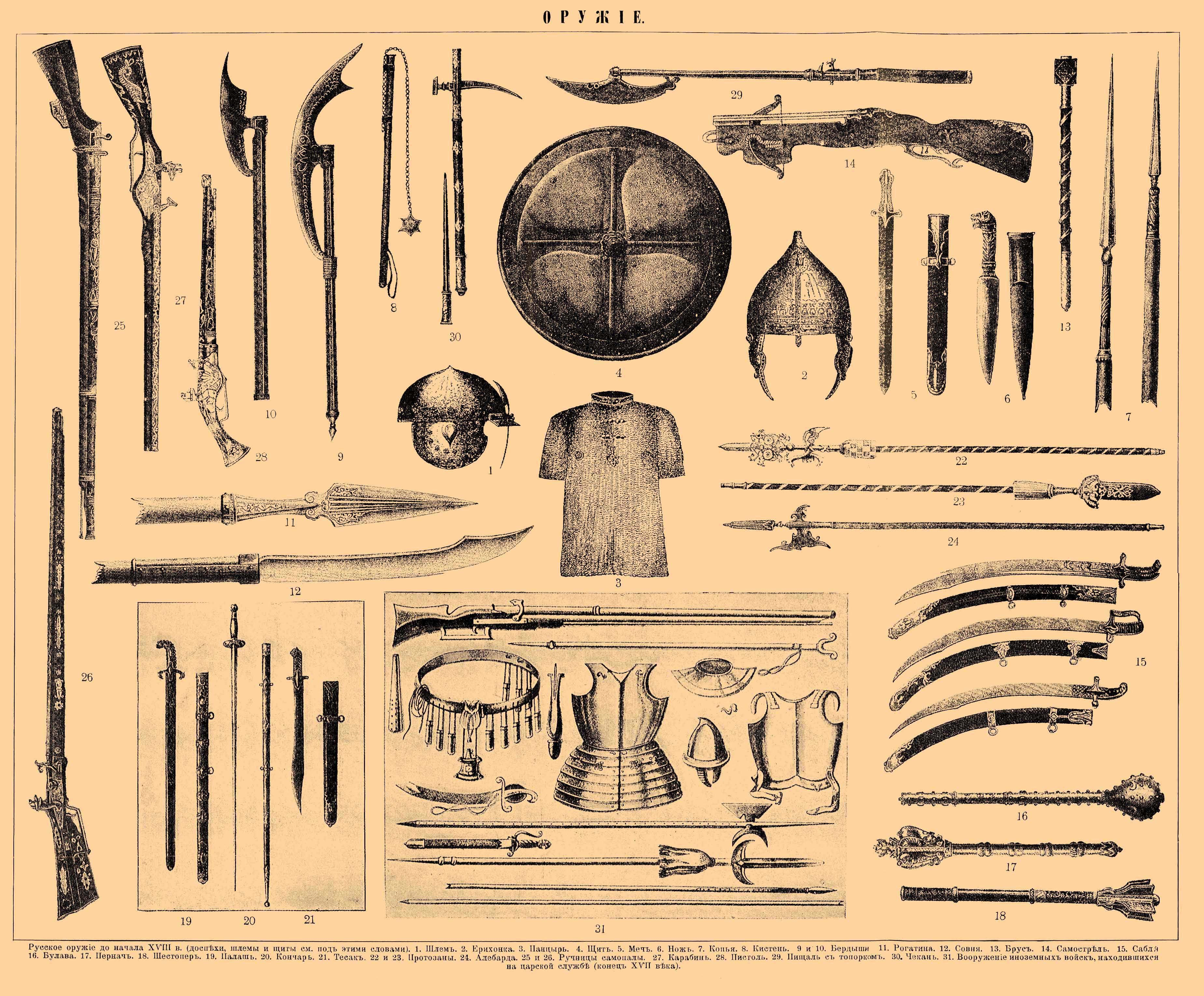
Русское оружие до начала XVIII века

Средневековое оружие, применявшееся в V — XVII веках, пришло на смену античному и древнему оружию. В основном состояло из холодного оружия. Также применялись различные осадные орудия. В XII веке появляется огнестрельное оружие. Для защиты применялись доспехи и щиты. Необходимо также учесть военный флот и фортификационные сооружения (здания).
Состав оружия и его развитие зависели от географического положения того или иного государства. Можно выделить основные группы стран, благодаря культурным связям между которыми их комплексы вооружения были похожи и развивались вместе.
- Европа. Первоначально развивается во многом благодаря Римской империи, складывается европейский арсенал, на который оказывает влияние западноазиатское оружие (сабли, огнестрельное оружие). Сюда же входит Русь.
- Западная Азия. В частности, к ней относятся арабские страны, Турция. Развивается под влиянием Византии и Азиатских стран.
- Византия. Является наследницей Римской империи, из-за особенностей вооружения не может быть отнесена к Европе или Азии.
- Восточная Азия. Это, в частности, Япония, Китай, Монголия, Корея, Вьетнам, Индия. В них складывается автономный комплекс вооружения, в частности именно здесь изобретается огнестрельное оружие. Позднее европейские путешественники оказали небольшое влияние на оружие этого региона.
- Америка. Оружие американских индейцев развивалось автономно и изолированно от влияния других регионов.

Средневековое оружие классифицируется по принципу действия. Оно может быть разделено на холодное, огнестрельное, ручное метательное и механические метательные машины. В свою очередь, холодное оружие делится на оружие ближнего и дальнего боя, а также классифицируется по характеру воздействия. Ударное оружие предназначено для нанесения ударов дробящего действия за счёт его импульса ударной частью большой площади. Колющее — для нанесения уколов остриём оружия, за счёт большого давления на маленькую площадь. Рубящее — для нанесения рубящих ударов лезвием наконечника, за счёт большого давления. Колюще-рубящее оружие имеет наконечник, предназначенный для нанесения как уколов, так и рубящих ударов.

## Холодное оружиеближнего боя
Классифицируется по характеру своего воздействия.

### Колющее оружие

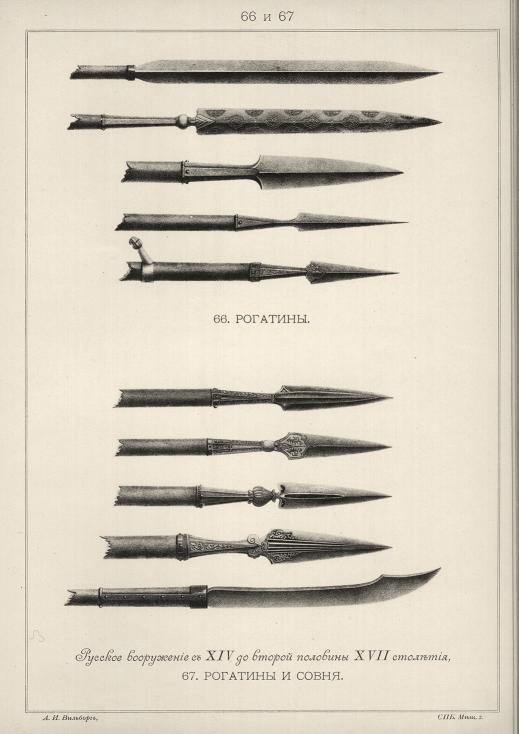
Рогатины и Совня

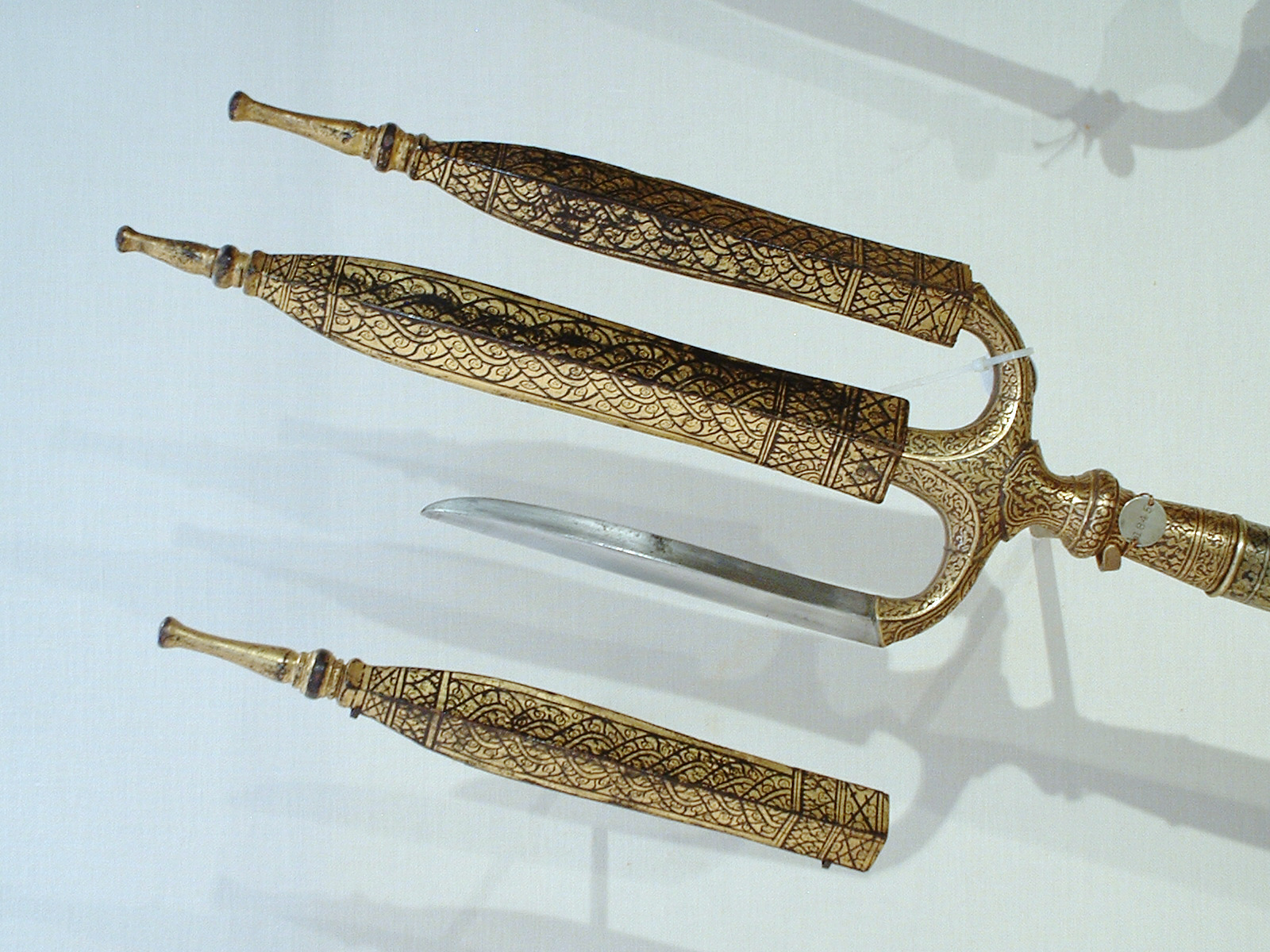
Трезубец

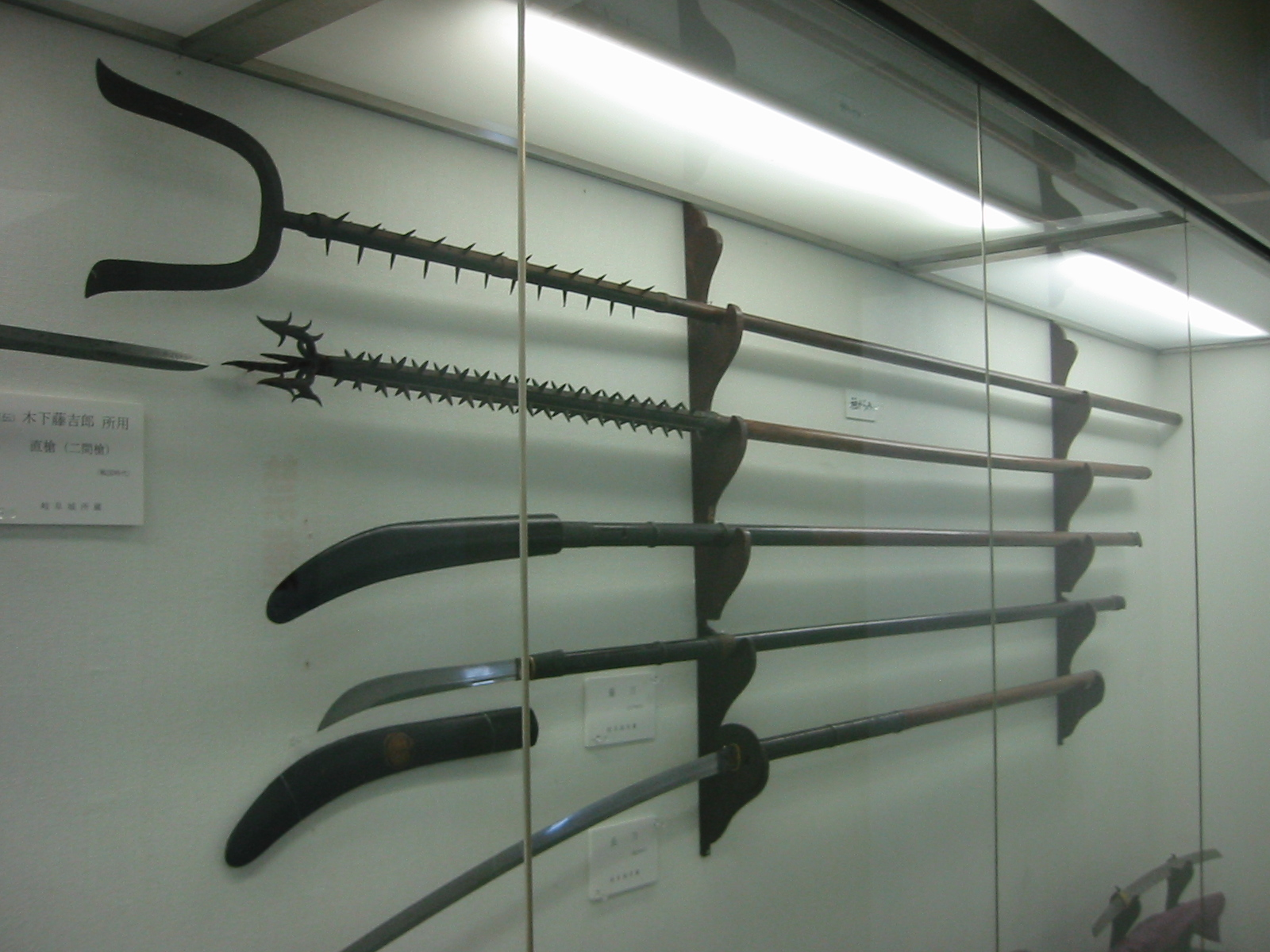
Сасумата, Хоко, Нагамаки

#### Древковое оружие
- Багор — копьё, спаренное с крюком
  - Гвизарма — итальянский, с лезвием на крюке
- Копьё — острый колющий наконечник на рукояти большой длины 
  - Альшпис — копье с шиловидным наконечником
  - Контарион — длинная византийская пика (2 — 3 м длиной), использовавшаяся солдатами первых рядов пехотных подразделений для борьбы с вражеской конницей
  - Пика — с узким или маленьким наконечником, тонким длинным древком
    - Лэнс? — английское кавалерийское копьё

  - Протазан — около 2,5 м с двумя пластинами по бокам наконечника
    - Ландж — пластины наконечника небольшого размера и являются одной частью
    - Ранкона — короткий вариант
    - Рансор — с широким наконечником
    - Эспантон — преимущественно парадное

  - Рогатина — с толстым древком, широким наконечником, часто с перекладинами в основании
- Вилы — вариант обычных вил[1]
  - Волчья метёлка? — дальневосточное, с зазубренными штырями от наконечника до середины древка
  - Двузубец — вилы с двумя зубцами
    - Ухват — для противодействия другому оружию или захвата противника
      - Мэнкетчер — европейский ухват
      - Сасумата — японский ухват

    - Ча (вилы) — китайский, древко до 2, наконечник 0,5 м

  - Трезубец — вилы с тремя зубцами
    - Дезарконнер — немецкий, с защёлкивающимися зубцами
    - Острога — с зазубринами на остриях
    - Рунка — европейский, близок к копью с тремя наконечниками
    - Шайкистен — европейский противоабордажный
- Штык — насадка на огнестрельное оружие
- Яри — японские копья, похожие и на многозубцы, и на рогатины
  - Хоко — ранний тип, с тремя наконечниками вокруг главного и шипами
- Преимущественно для метания
  - Дротик — между копьём и стрелой
    - Ангон — франкский
    - Бяо — китайский
    - Джавелин — английский
    - Нарча — индийский
    - Пилум — древнеримский
    - Фрамея — германский

  - Джерид — арабский дротик
  - Сулица — славянский аналог дротика
  - Гарпун — застревающий наконечник на древке

#### Клинковое оружие
- Кортик — колющий кинжал
- Кончар — с узким и острым четырёхгранным клинком до 1,5 м
  - Эсток — двуручный
- Стилет — кинжал с узким клинком без лезвий
  - Ёрои доси — японский стилет
  - Кансаси — японский женский стилет
  - Мизерикорд — вид стилета

### Колюще-режущее оружие
- Кинжал — оружие, клинок которого короткий и двулезвийный
  - Айкучи — японский
  - Анелас — западноевропейский кинжал-меч
  - Баселард — европейский кинжал-меч
  - Дага — кинжал с щитком кинжал для левой руки
  - Дентайр — европейский, с гарпунным клинком
  - Джамбия — арабский, с широким загнутым
  - Крис — малайский, волнистый
  - Кусунгобу — японский
- Нож — оружие, клинок которого короткий и однолезвийный
  - Засапожный нож — русский с изогнутым клинком
  - Подсаадашный нож — русский, шире и короче засапожника
  - Полевой нож — русский, шире и короче поясного
  - Поясной нож — русский, прямой обоюдоострый
  - Катар (оружие) — индийский
  - Кукри — непальский
  - Мачете — южноамериканский
  - Наваха — испанский складной нож
  - Сакс или Скрамасакс— германский, распространённый в Европе
  - Танто — японский
- Рапира — с штыкообразным узким и тонким клинком до 1,3 м
  - Акокий — испанская
  - Дааб — таиландская

### Колюще-рубящее оружие

#### Древковое оружие
- Алебарда — оружие, наконечник которого объединяет в себе копьё, боевой топор и заостренный обух
  - Интрепель — абордажная алебарда с клевцом на обухе, до 3 м
  - Коуш (алебарда) — европейская, наконечник в виде ножа и топора одновременно
  - Лохаберакст — немецкая, волнистая, с крюком
  - Фалк (оружие) — наконечник в виде меча
- Вульж — оружие, конструктивно располагающееся между топором и алебардой
- Глефа, она же глевия — копьё с лезвийным наконечником
  - Бисэнто — японская с большим клинком
  - Гуань-дао — китайская с большим клинком
  - Куза — европейская с малым клинком
  - Нагамаки — японская, длина рукояти сопоставима с длиной наконечника
  - Нагината — японская с малым клинком
  - Нож — немецкая, наконечник без ответвлений
  - Совня — русская с малым клинком
- Полэкс — комбинированное оружие, состоящее из боевого топора, копья и боевого молота

#### Клинковое оружие
- Меч
  - Европейские

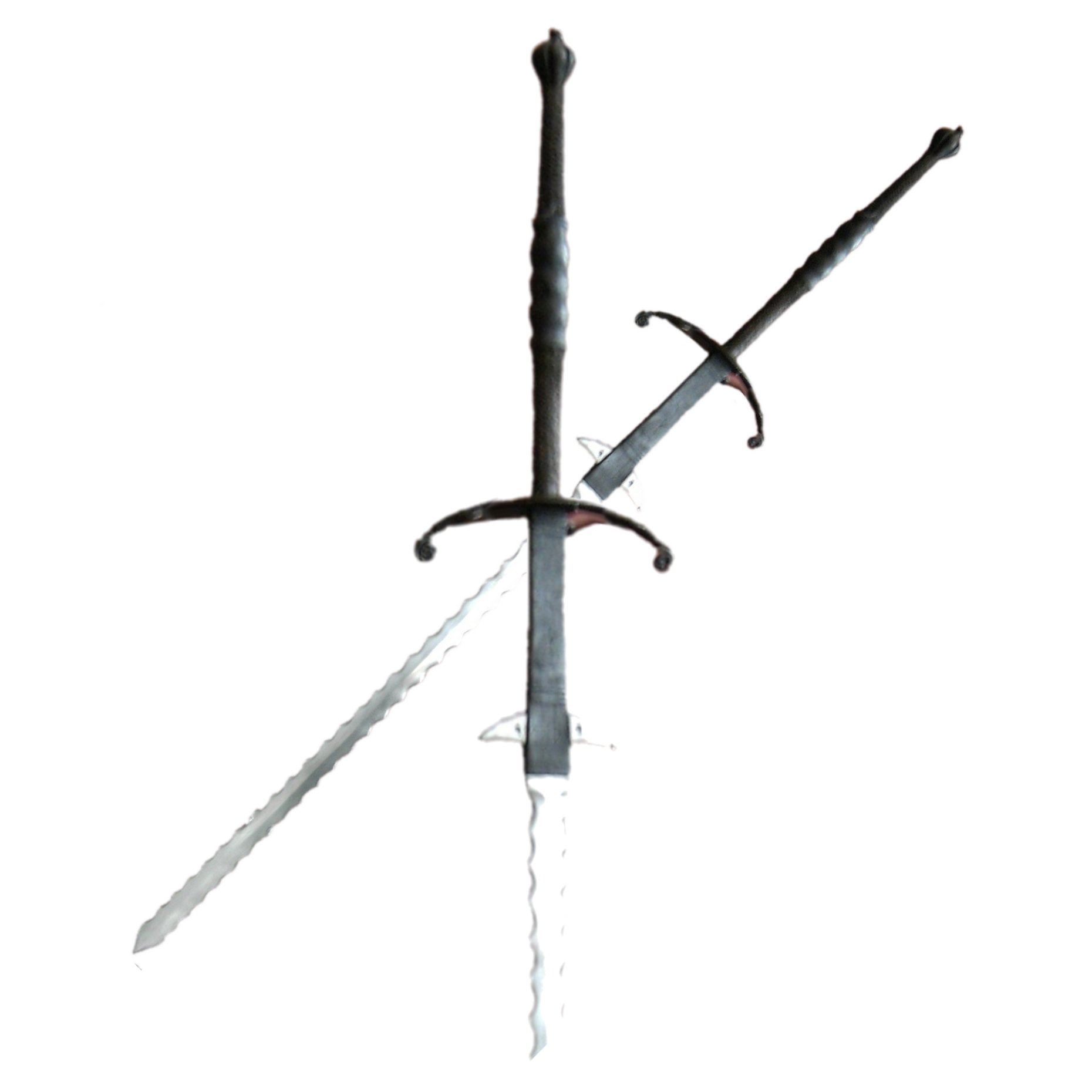
Меч фламберг

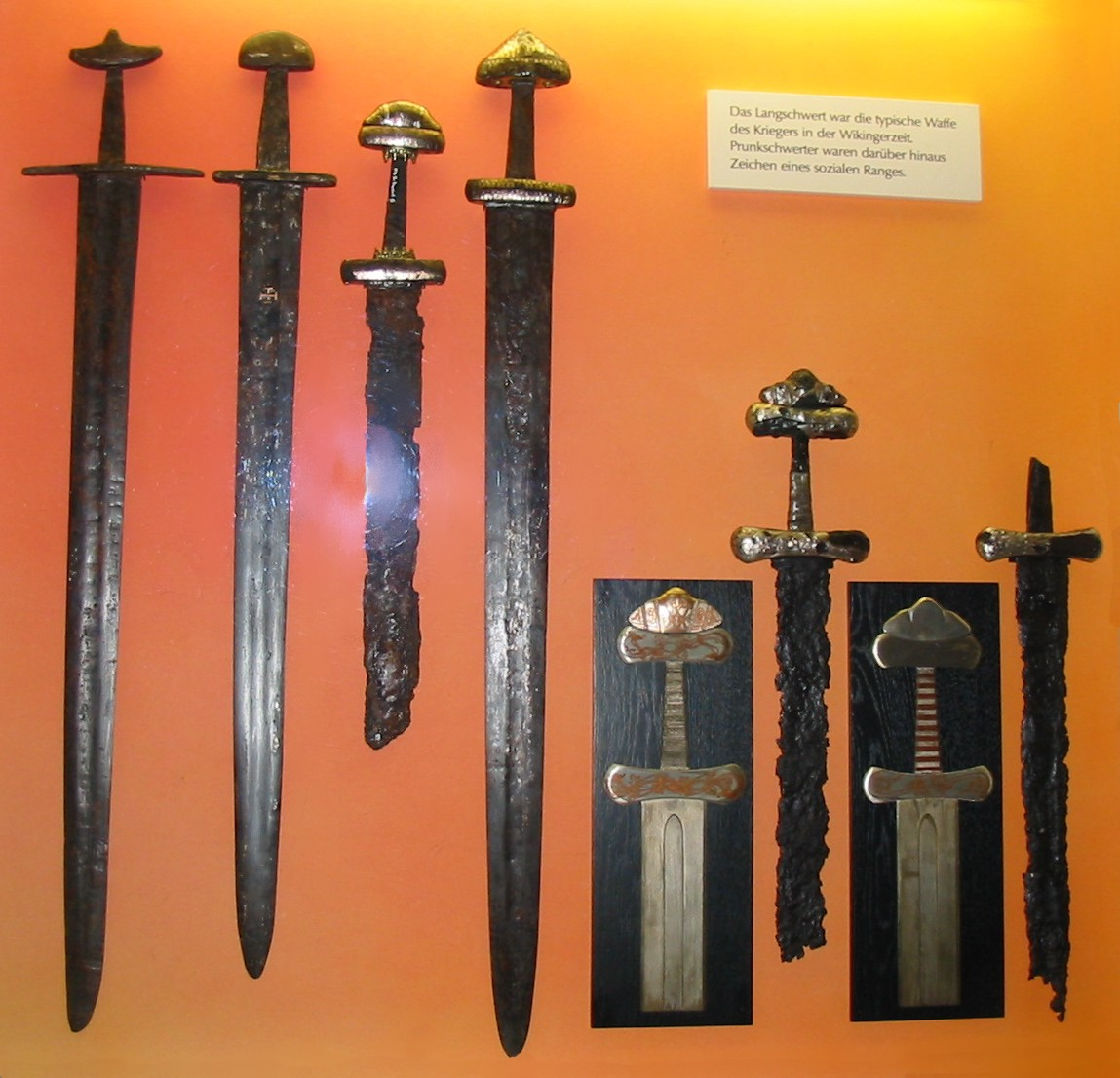
Варяжские мечи

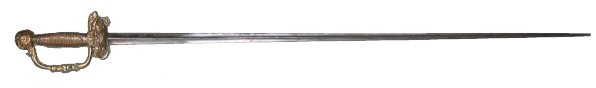
Шпага

    - Бастард — полуторный меч для работы, как одной, так и двумя руками
    - Двуручный меч — меч для работы двумя руками, от 1,2 м
      - Англо-шотландский меч — двуручный, с нешироким клинком
      - Германо-швейцарский меч — двуручный, с ответвлениями у основания, как у протазанов
      - Кабаний меч — чаще всего двуручный, для охоты на кабанов, преимущественно немецкий, с лопатообразным концом
      - Клеймор — шотландский, двуручный
      - Фламберг — немецкий, волнистый
      - Цвайхендер — ландскнехтский, двуручный, с ответвлениями
      - Эспадон — прямой, двуручный, до 1,5 м

    - Одноручный меч — меч для работы одной рукой, до 1,1 м
      - Анелас — западноевропейский кинжал-меч
      - Батард — немецкий и французский, приспособленный для всадников
      - Баселард — европейский кинжал-меч
      - Бордосский меч — короткий
      - Бракемар — с коротким и широким клинком
      - Броард — широкий
      - Кацбальгер — короткий ландскнехтский
      - Каролингский меч — французский, обоюдоострый, 8 – 9 дм
      - Меч-пила — венецианский, с пилой вместо одного лезвия, 45 см
      - Норманнский меч — или скандинавский, шире и тяжелей каролингского
      - Романский меч — обоюдоострый, 9 – 12 дм
      - Русский меч — легкий (~ 2 кг) и длинный (90 см) меч с массивным навершием и толстой узкой крестовиной
      - Риттершверт — тяжёлый рыцарский
      - Скьявона — итальянский, с корзинчатым эфесом
      - Скьявонеска — балканский и итальянский (венецианский)
      - Спата — кельтский, 65 см
      - Спатха — германский, похожий на спату
      - Фальката — кельтиберский, широкий
      - Фальчион — преимущественно английский, широкий и очень острый
      - Шпага — с гибким клинком, нередко круглого сечения, но иногда имеющая лезвие, длиной около 1 м
        - Хаудеген — европейская однолезвийная
        - Штоссдеген — европейская, только колющая
        - Эстокад — французская

      - Эспадрон — итальянский, однолезвийный, около 8 дм

  - Азиатские
    - Бане — индийский, с ромбическим концом
    - Бишоу — китайский, обоюдоострый, около 3 дм
    - Бхелхета — индийский, прямой
    - Водао — китайский, около 8 дм
    - Илд — монгольский, прямой, обоюдоострый
    - Кампилан — океанийский
    - Клеванг — океанийский, с широким концом
    - Кханда — индийский, прямой, обоюдоострый
    - Лун цюань — китайский, обоюдоострый
    - Махайра — ближневосточный, широкий, с внутренним лезвием
    - Пата — индийский, с длинным прямым обоюдоострым клинком, соединяющимся с латной рукавицей, защищающей руку до локтя
    - Погом — корейский, короткий
    - Складной меч — китайский
    - Ссансудо — корейский, 1,5 м
    - Та-тао — китайский, кривой
    - Тай-цзи — китайский, обоюдоострый
    - Тандо — корейский, около 1 м
    - Уруми — индийский, очень тонкий
    - Хушоудаляньдао — китайский, большой
    - Чэнь — китайский, прямой, обоюдоострый

### Рубящее оружие

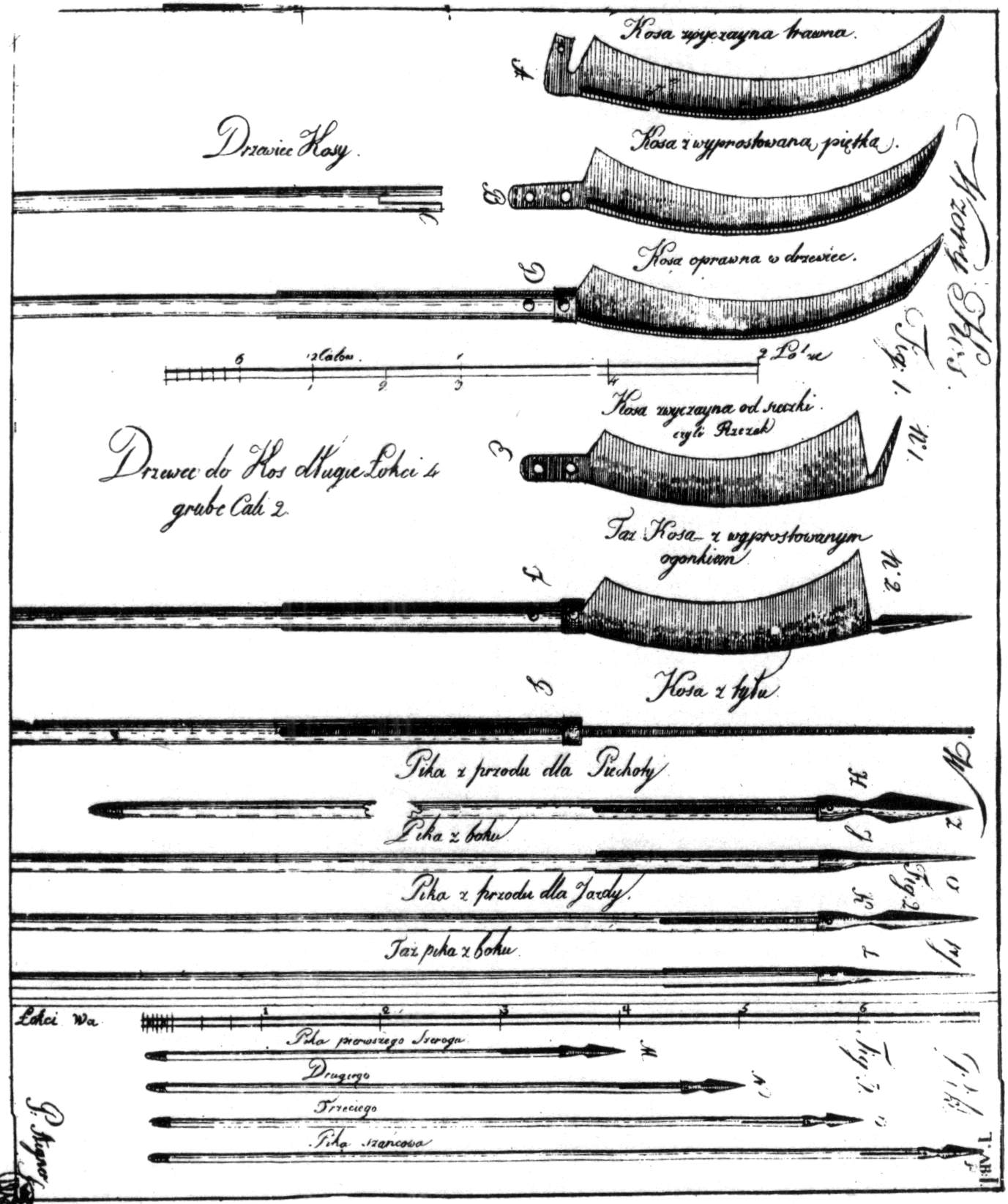
Косы и пики

- Топор — оружие, состоящее из головки (лезвия) и топорища (рукояти)
  - Айбалта — среднеазиатский, с полукруглым лезвием
  - Барте — немецкий, спаренный с клевцом и колющим наконечником
  - Балта — восточнославянский и финно-угорский, небольшой
  - Валашка — западнославянский, рукоять около 1 м
  - Славянский топорик — небольшой одноручный
  - Томагавк — индейский, удобный для метания
  - Топор Лохабера — рифлёный, с крюком
  - Франциска (топор) — европейский, подходящий и для метания
- Бердыш — преимущественно русский (симбиоз русского боевого топора и совни) на древке длиной от 1,5 м
- Коса — коса с прямым наконечником

### Рубяще-режущее оружие
- Сабля
  - Европейские

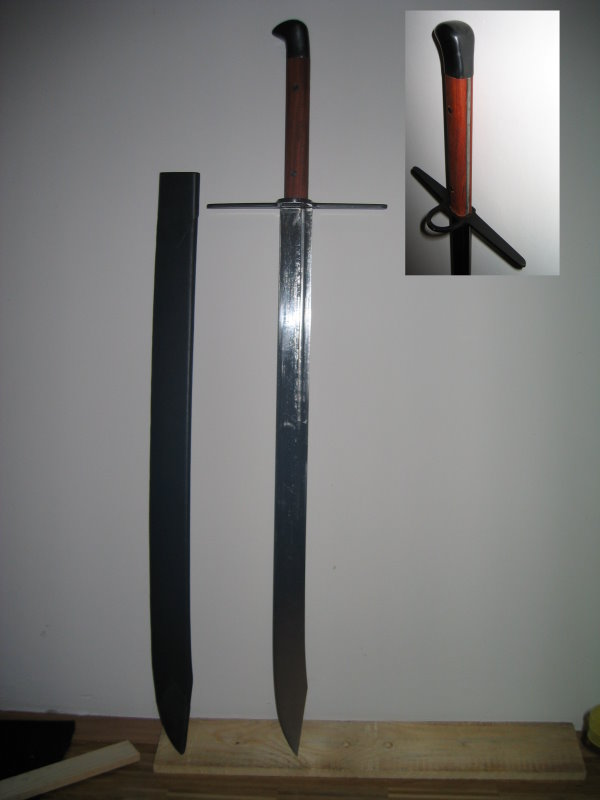
Гросс-мессер

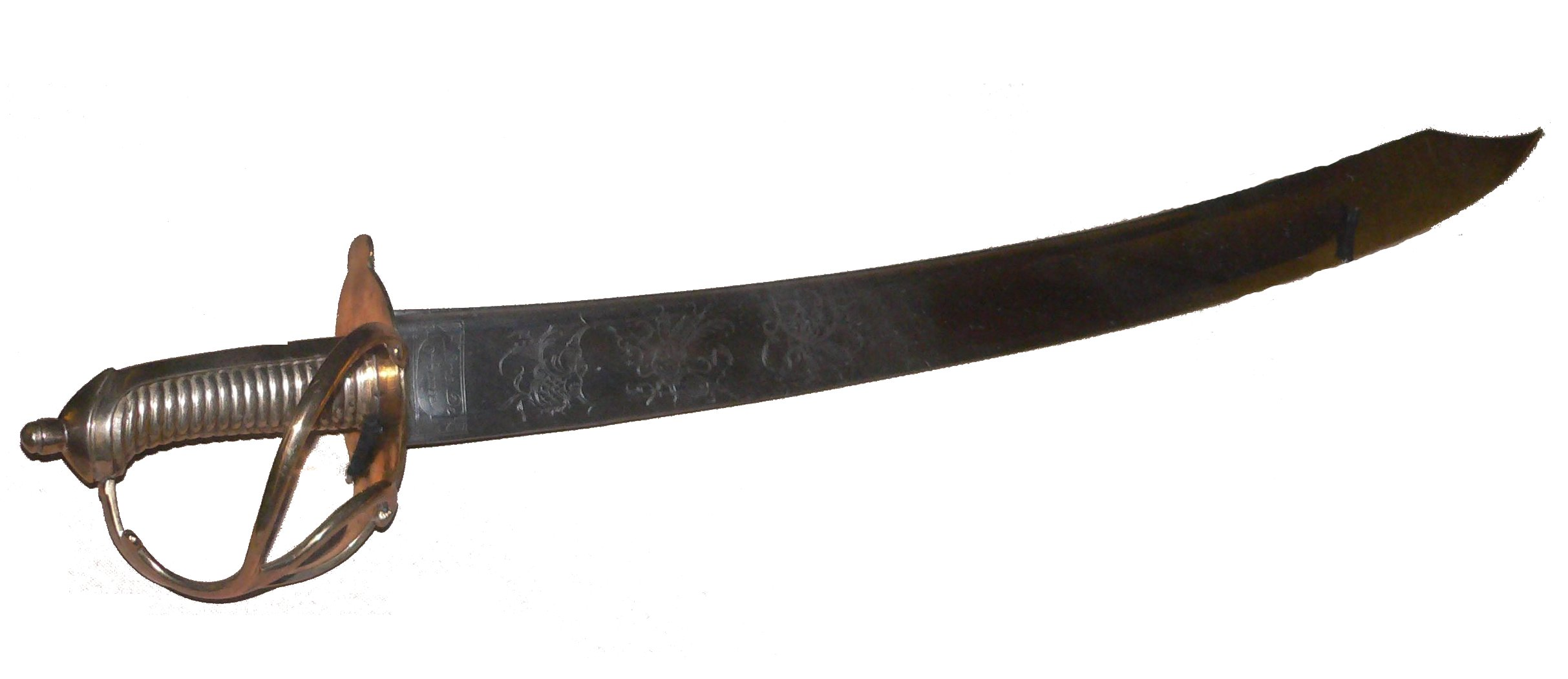
Абордажная сабля

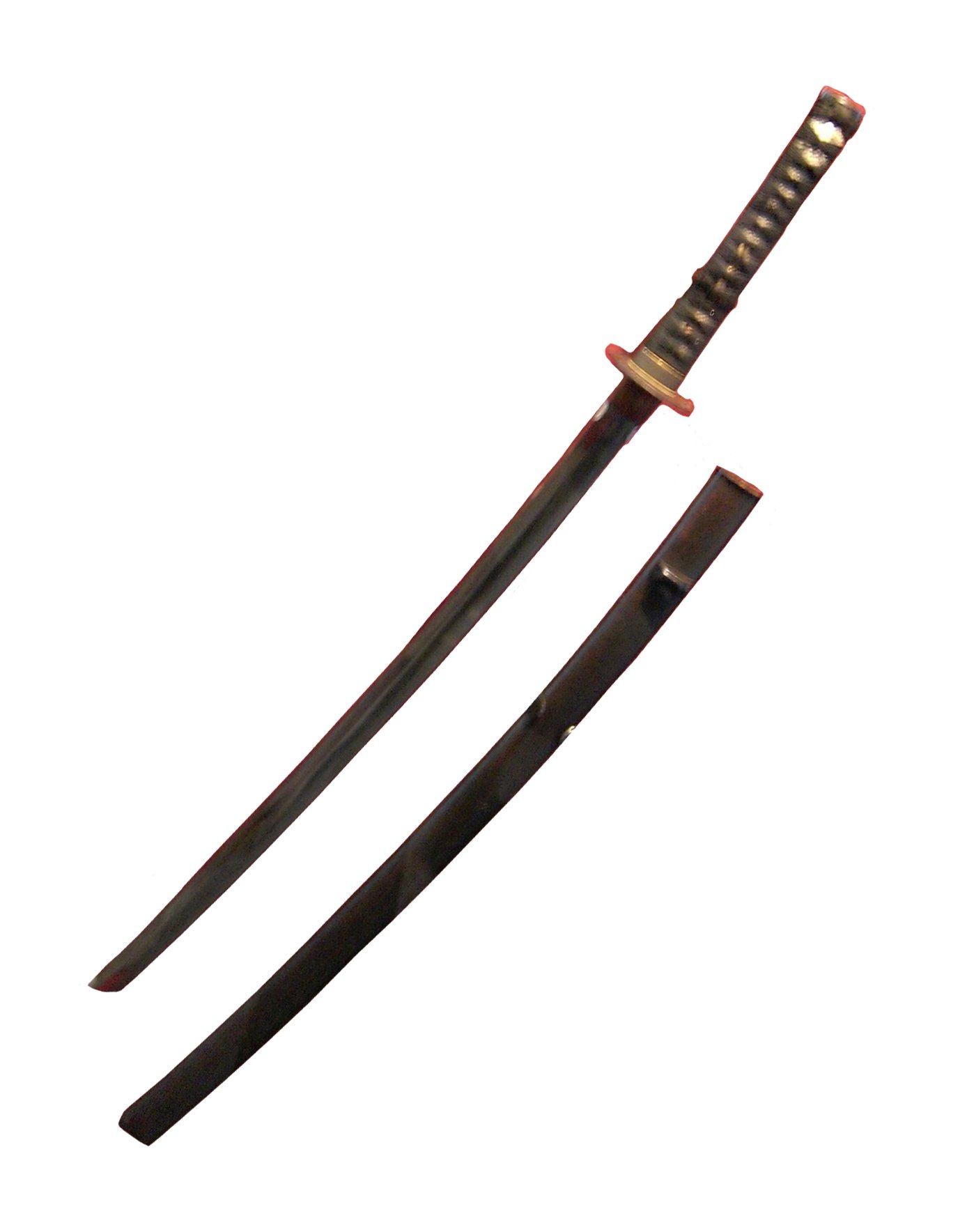
Японский меч

    - Гросс-мессер — ландскнехтская, прямая, двуручная
    - Дюссак — венгерская, рукоять есть загнутое начало клинка
    - Кортелас — итальянская
    - Кракемарт — английская и французская, тяжёлая
    - Малкус — короткая, с сильным скосом обуха
    - Парамерион — византийский

  - Русские 
    - Абордажная сабля — широкая
    - Бутуровка — венгерская
    - Карабела — изначально польская
    - Клыч — прямая с изогнутым наконечником
    - Палаш — прямая
    - Полусабля — короткая слабо изогнутая
    - Тесак (оружие) — короткая и тяжёлая
    - Шамшир — изначально арабская
    - Шашка — прямая со слабо искривлённым концом и без гарды

  - Азиатские и арабские
    - Аджем-Клих — персидская
    - Афганская сабля — она же пулвар, со стальной рукоятью
    - Бадлер — албанская
    - Гаддарэ — с коротким широким клинком
    - Дао (оружие) — китайская, расширяющаяся к концу
    - Джатэ — черкесская слабоискривлённая сабля с искривлённым обоюдоострым пикообразным остриём
    - Зульфикар — с раздвоенным клинком
    - Кастане — филиппинская, около 5 дм
    - Кылыч — турецкая, сильно искривлённая
    - Кхора — непальская
    - Мамелюк — египетская сабля мамлюков
    - Нимша — марокканская
    - Пулвар — афганская
    - Саиф — арабская, изогнутая
    - Тальвар — индийская, средняя степень изгиба, около 1 м

  - Японские
    - Вакидзаси — однолезвийный 5 дм
    - Катана — однолезвийный, дугообразный, около 1 м
    - Нодати — большой дугообразный
    - Одати — схож с нодати
    - Танто — короткий, однолезвийный
    - Тати — дугообразный, около 75 см
    - Тье (оружие) — спаренный с серпом и топором
    - Цуруги — прямой, обоюдоострый
- Ятаган — турецкое искривлённое оружие, заточенное с внутренней стороны изгиба

### Ударное оружие

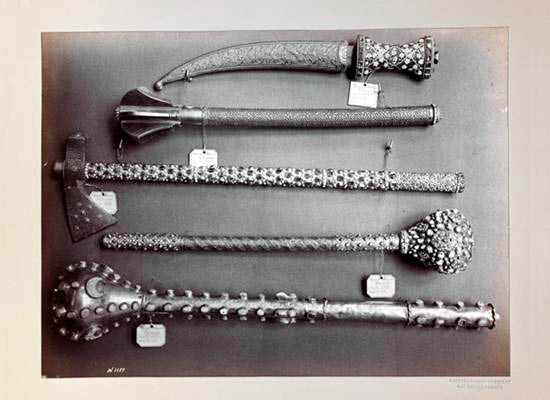
Кинжал, Пернач, Топорик, Булавы

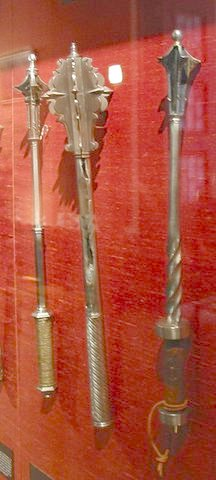
Шестопёр и Перначи

#### Ударно-раздробляющее
- Булава — оружие, состоящее из навершия, закреплённого на рукояти
  - Брус — булава с кубическим навершием
  - Моргенштерн — навершие в виде шарика с длинными, мощными шипами
  - Пернач — ударная часть имеет несколько металлических пластин — перьев
    - Буздыхан — пластины снабжены дополнительными выступами или шипами
    - Шестопёр — имеет только 6 пластин
- Дубина — однородное оружие, рукоять которого постепенно переходит в ударную часть 
  - Бан — китайская дубина, иногда двухсторонняя (шест с надетыми на концы обручами)
  - Ёрибо — японская, восьмигранная
  - Тонфа — японская со второй перпендикулярной рукояткой
  - Червлёный вяз — толстая палка, внутренность которой заливали свинцом
- Молот — оружие, имеющее боёк в виде молотка, иногда с шипами, закреплённом на рукояти

  - Люцернхаммер — комбинированное оружие, состоящее из боевого молота, копья и клевца
  - Полэкс — комбинированное оружие, состоящее из боевого топора, копья и боевого молота
  - Чекан — комбинированное оружие, состоящее из клевца и боевого молота
- Палица — однородное оружие, снабженное "укреплениями" из различного материала
  - Колбен — рыцарская, турнирная палица, изготовленная из дерева
  - Ослоп — палица, толстый конец которой утыкан гвоздями или окован железом
  - Тэцубо — японская, цельнометаллическая палица
    - Канабо — деревянная палица окованная железом
- Цеп — оружие с подвижной ударной частью 
  - Европейские
    - Кистень — ударная гиря на привязи или цепи, зачастую к рукояти
      - Гасило — русский без рукояти
      - Молотило — чешский двуручный с тяжёлой гирей
      - Цепной моргенштерн — оружие на цепи, грузило которого было снабжено шипами

  - Азиатские
    - Нунчаки или эрцзегунь — две связанные короткие палки
    - Шао-цзе-гунь — две связанные палки: длинная и короткая (ударная часть)
    - Сань-цзе-гунь — три последовательно связанные палки
- Шест — ударная палка без утяжелений ударной части
  - Европейские
    - Гупти —  в форме костыля
    - Квотерстафф — английский, длиной 1,8 – 2,4 м
    - Макила — баскский, с металлическим острием
    - «Русская дубина» — круглый, в длину около 1,7 – 1,8 м, диаметром 5 – 8 см
    - Шалапуга — русский, с загнутым концом-рукоятью

  - Индийские
    - Нава — короткий, с наконечниками на концах
    - Отта — S-образный и длиной 0,6 м

  - Китайские
    - Гуай — Т-образной формы и длиной 1,2 м
    - Гунь — гибкий боевой шест
    - Дамочжан — Г-образной формы и длиной 1,05 – 1,1 м
    - Тоугань — высотой в рост человека и сточенным одним или двумя концами

  - Корейские
    - Чанбон (Чхонбон) — в рост человека

  - Японские
    - Бо — длиной от 1,5 до 3 м
      - Року-сяку-бо — длиной между 1,8 — 1,9 м

    - Гёкаги (Гиокаги) — полый, с цепью и крюком внутри
    - Дзё — длиной 1,2 – 1,25 м
    - Синоби-дзуэ — со скрытой цепью и гирькой в рукояти

#### Ударное с пробойником
- Клевец — односторонний выступ, разнообразной формы, дополняющий какое-либо оружие (молот, топор)
- Серп — оружие с коротким, сходящимся к концу, лезвием, расположенным перпендикулярно рукояти
  - Кама — "серп" в переводе с японского, применявшийся на Окинаве
    - Кусаригама — серп, к которому, на цепи, присоединялся боёк
    - Наигама — серп с длинным древком
- Чекан — комбинированное оружие, состоящее из клевца и боевого молота 
  - Наджак — польский чекан

## Метательное оружие

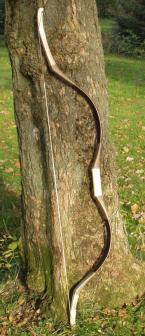
Композитный лук

- Лук — для метания стрел за счёт силы натяжения
  - Длинный лук — более 7 дм
    - Длинный английский лук — 1,7 — 2,1 м, дугообразный
    - Длинный новгородский лук — от 1,9 м, М-образный
    - Японский длинный лук — 2,1 — 2,5 м, асимметричный

  - Короткий лук — менее 7 дм
- Самострел — лук на ложе с механическим спуском тетивы
  - Арбалет — европейский самострел
  - Шнеппер — самострел, мечущий небольшое ядро
- Стрела — наконечник на древке с оперением
- Праща — полоса из ткани или кожи для метания снарядов за счёт центробежной силы

### Метаемое оружие
- Метательный нож — нож, приспособленный для метания
- Молния (оружие) — африканское метательное оружие
- Сюрикэн — японское метательное оружие, обычно в виде звёздочки
- Томагавк — североамериканский топор
- Франциска — европейский метательный топор
- Хёлбэт — европейский метательный топорик
- Чакра (оружие) — индийское метательное кольцо
- Метательная булава — булава, приспособленная для метания
  - Бумеранг — искривлённая метательная палица, некоторые способны лететь по возвратно-круговой траектории

## Огнестрельноеивзрывчатое оружие
- Порох — взрывчатое вещество
- Ручница — простейшее ручное

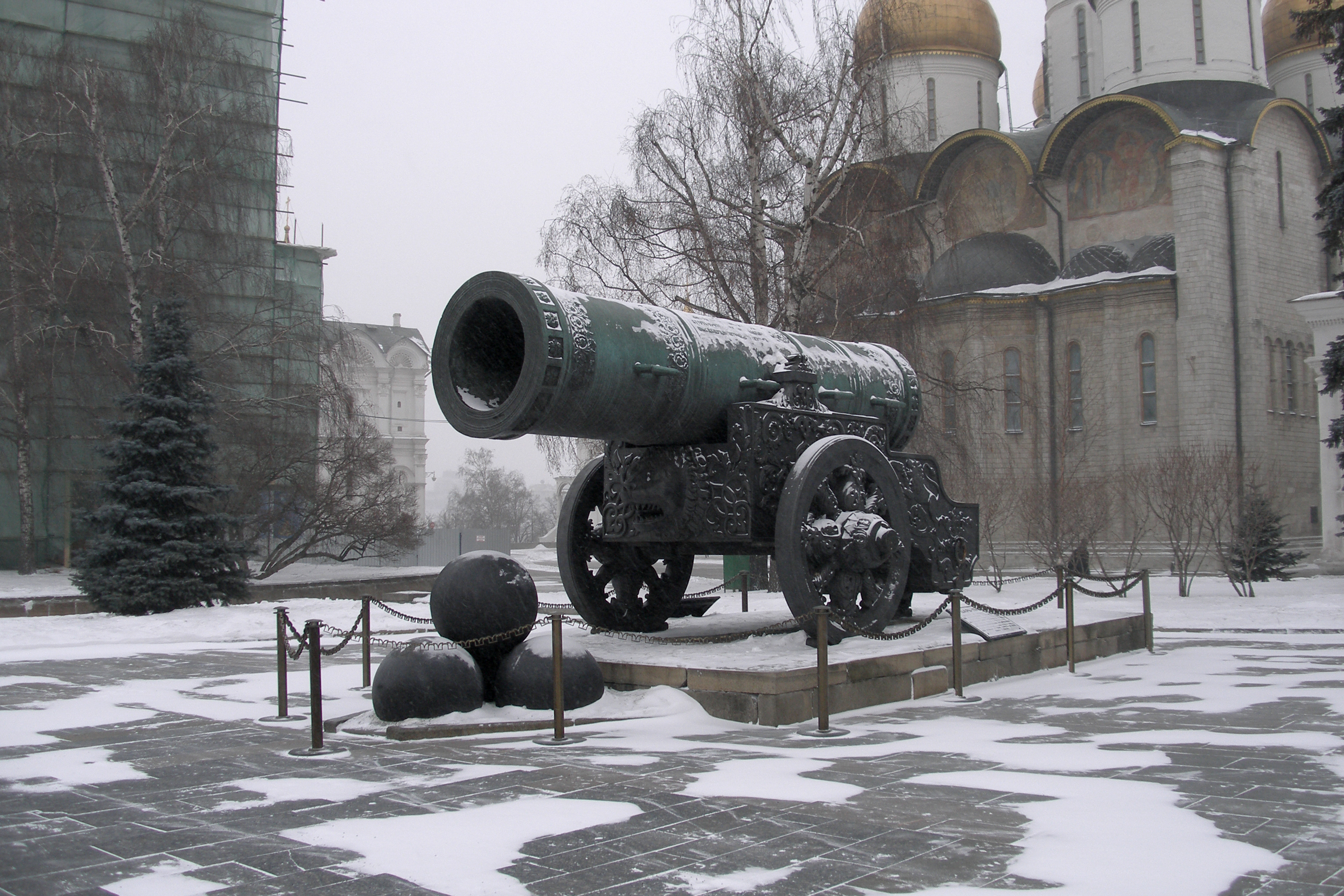
Царь-пушка

- Мушкет — ручное длинноствольное с фитильным или колесцовым замком
- Аркебуза — гладкоствольное ручное фитильное
- Пушка — наземное или корабельное
- Бомбарда — короткоствольная пушка
- Кулеврина — длинноствольная пушка
- Пищаль — мощный мушкет или ружьё
- Карабин (оружие) — нарезное короткое ружьё
- Ружьё — ручное длинноствольное с фитильным или кремнёвым замком
- Пистолет — одноручное короткоствольное
- Винтовка — ручное нарезное
- Граната — метательный взрывчатый боеприпас
- Орган (оружие) — многоствольное орудие
- Ракета — оружие реактивного действия
- Хвачха — реактивная установка

## Осадное оружие

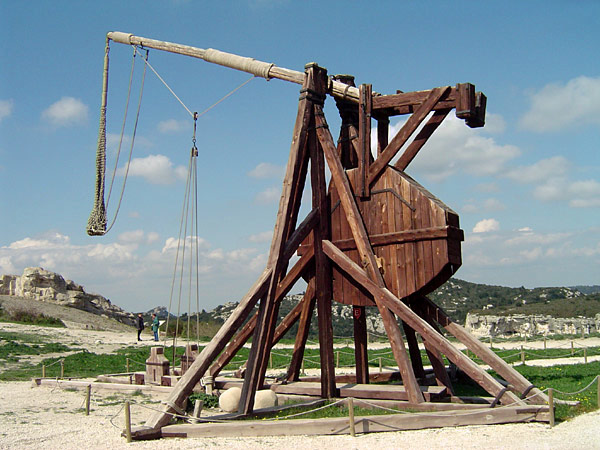
Требушет

- Метательное — предназначенное для метания грузов значительной массы
  - Катапульта — любая метательная машина либо торсионный стреломёт
  - Мангонель — похожа на онагр
  - Требушет — метатель за счёт противовеса
  - Баллиста — торсионный метатель
  - Онагр — чашечный торсионный метатель
  - Эйнарм — похож на онагр
- Таран — для выбивания крепостных ворот
- Осадная лестница — лестница, чтобы взобраться на крепостную стену
- Осадная башня — башня, подкатываемая к стене
- Якорь-кошка или Дрек — тройной или четверной крюк на верёвке или цепи

## Защитное снаряжение
- Доспехи — надеваемые на человека

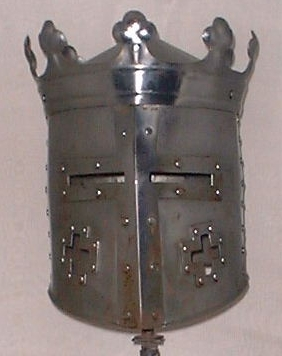
Топфхельм

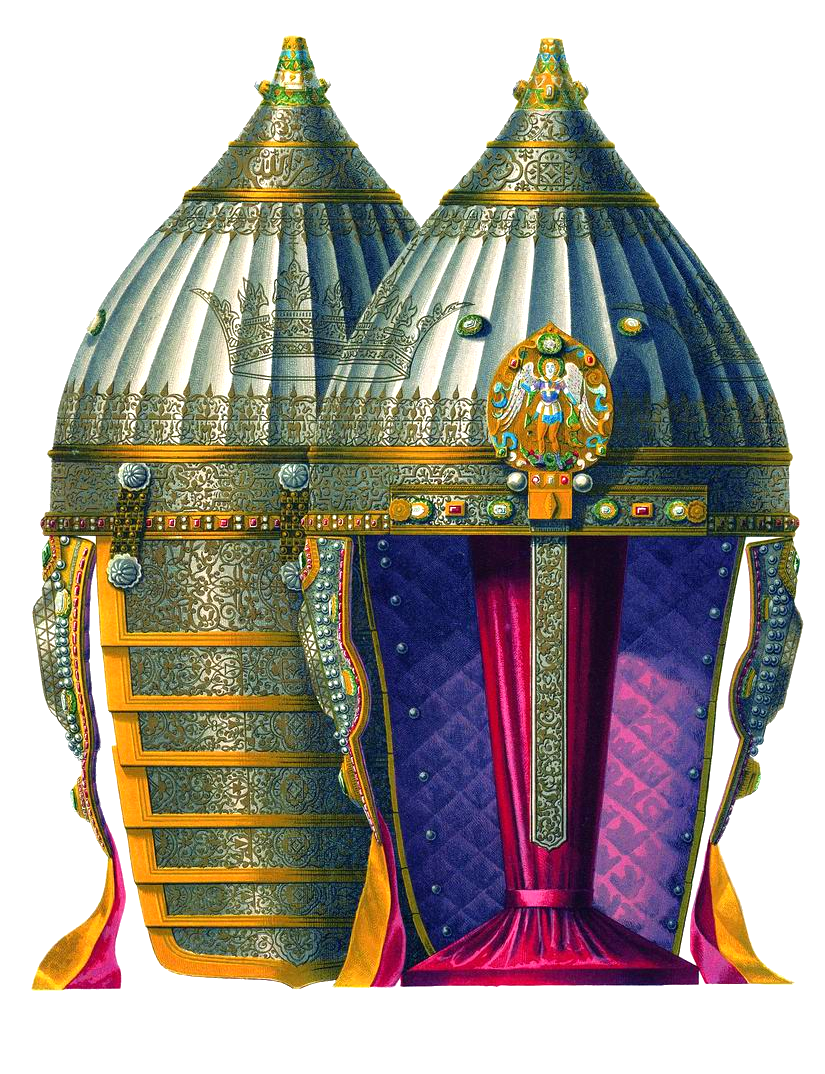
Ерихонка

  - Кольчуга — из сплетённых металлических колец
  - Латы — из металлических листов
  - Чешуя (доспехи) — из присоединённых к основанию металлических пластинок
  - Зерцальный доспех — кольчуга, укреплённая металлическими листами
  - Ламинарный доспех — из поперечных металлических листов — полос
  - Ламеллярный доспех — ламелярный панцирь
    - Кливанион — византийский ламелярный панцирь, дополненный птеригами (кожаными полосами для защиты плеч)

  - Бригантина (доспех) — из металлических пластин, присоединённых к основанию
- Щит — держался человеком для защиты от ударов холодным оружием
  - Адагра — кожаный, в форме сердца или двух соединённых овалов
  - Баклер — круглый, диаметром около 3 дм
  - Каплевидный щит
  - Норманнский щит — каплевидный щит
  - Павеза — прямоугольный, подставка для самострела
  - Рондаш — круглые стальные
  - Тарч — с клинком или отверстием для клинка
- Шлем (доспехи) — защита головы 
  - Полусферический шлем
    - Армет — с откидным забралом, подбородником и воротником
    - Барбют — шлем, близкий по форме к саладу
    - Бургиньот — армет без забрала, но с козырьком
    - Закрытый шлем — разновидность армэ (армета)
    - Салад — с защитой шеи и глаз
    - Цервельер — простой полусферический
    - Черепник — разновидность сервельера (цервельера)
    - Капеллина — металлическая шляпа
    - Морион (шлем) — с гребнем и полями, образующими спереди и сзади острые углы
    - Спангенхелм — каркасный шлем

  - Цилиндрический шлем
    - Большой шлем — то же самое что и топфхельм
    - Топфхельм — часто в виде ведра

  - Цилиндроконический шлем
    - Кабассет — с полями и высокой тульёй

  - Сфероконический шлем
    - Ерихонка — с защитой для ушей и затылка
    - Шелом — с приподнятой вершиной
    - Шишак — с навершием в виде шпиля

  - Конический шлем
    - Бацинет — по форме головы

## Военный флот
- Европейский

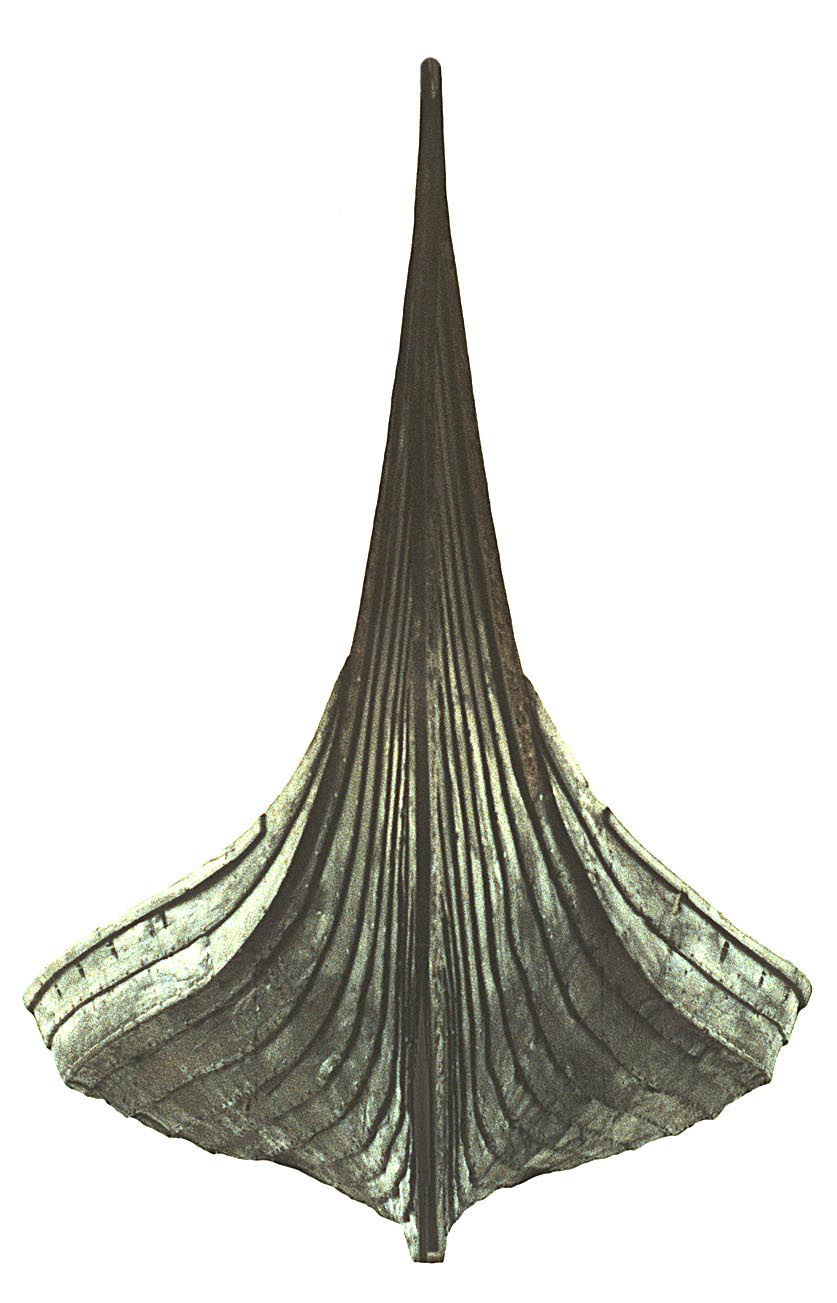
Драккар

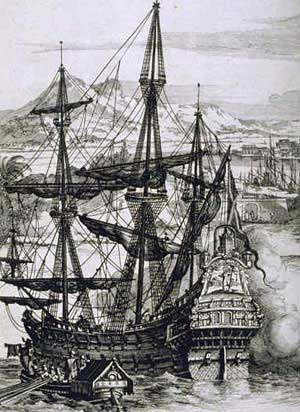
Галеон

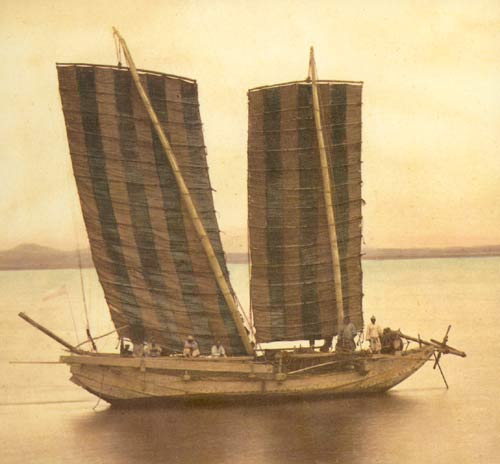
Джонка

  - Бригантина — лёгкое парусное судно
  - Галеас — большая галера
  - Галеон — многопалубный парусный корабль с пушками
  - Галера — парусно-гребной корабль
  - Дракар — скандинавская лодка на 100—150 человек
  - Дромон — византийская бирема
  - Каравелла — парусные корабли среднего размера
  - Каракка — большое парусное судно
  - Ладья (судно) — славянская лодка на 60 человек
  - Скампавея — парусно-гребной корабль
  - Струг — русское речное парусно-гребное судно
  - Шебека — парусно-гребной военный корабль
  - Шнека — парусно-гребное судно
  - Ушкуй — русское морское и речное парусно-гребное судно
  - Флейт — парусное судно
  - Фрегат гребной — парусно-гребной корабль
  - Чайка — казацкая лодка
- Азиатский
  - Атакебуна? (en:Atakebune) — японский
  - Башенный корабль (en:Lou chuan) — китайский
  - Джонка — китайский корабль
  - Корабль-черепаха — прочный корейский корабль
  - Красный тюлень? (Сюинсэн) — японский корабль
  - Монгольский корабль? — корабли монголов, на которых они плавали к японцам
  - Паноксон (Пханоксон) — корейский

## Другое

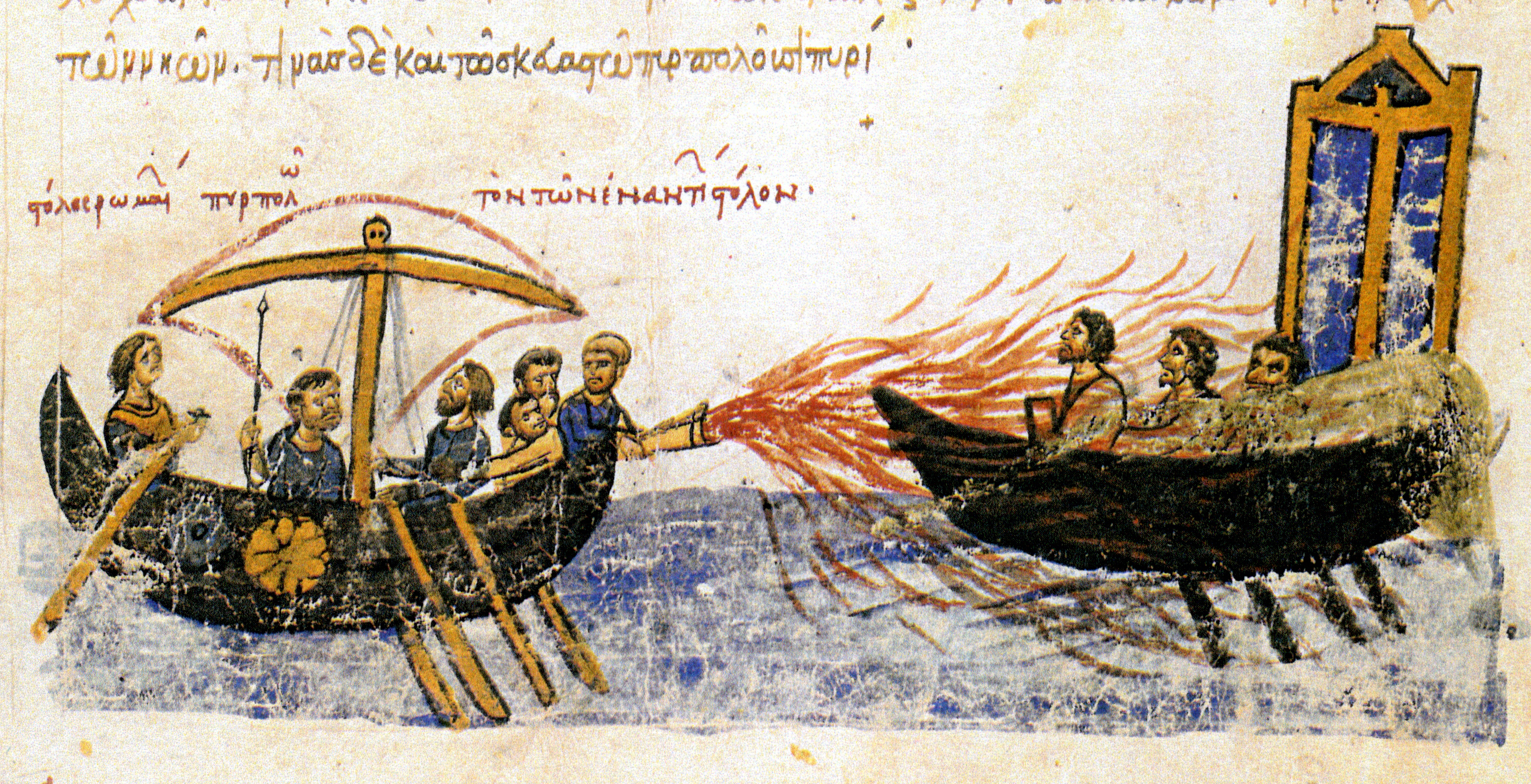
Использование Греческого огня. Миниатюра Мадридского списка «Хроники» Иоанна Скилицы.

- Гуляй-город — русская мобильная оборонительная система
- Греческий огонь — византийское зажигательное оружие, прообраз огнемёта
- Конница — применение коней на войне
- Аркан или Лассо — метательная петля
- Капкан — приспособление для поимки или повреждения ног
- Чеснок (противоконное заграждение) — шипы для повреждения копыт
- Рогатка (заграждение) — укреплённые колья против кавалерии
  - Испанский всадник (Рогатка) — в частности используются копья крест накрест
- Духовые трубки — для метания преимущественно отравленных шипов за счёт давления воздуха
- Боевая цепь — оружие, в котором ударным элементом является цепь, иногда с шипами
- Кнут, Хлыст — ударный элемент — кожа, верёвка, прут или трость
  - Бако (кнут) — китайский бич
- Плётка — ударный элемент — переплетённые кожаные ремни
  - Нагайка — казацкая и татарская
- Яд — оказывает отравляющее действие

## Фортификация
- Крепость
  - Кремль — русский город-крепость

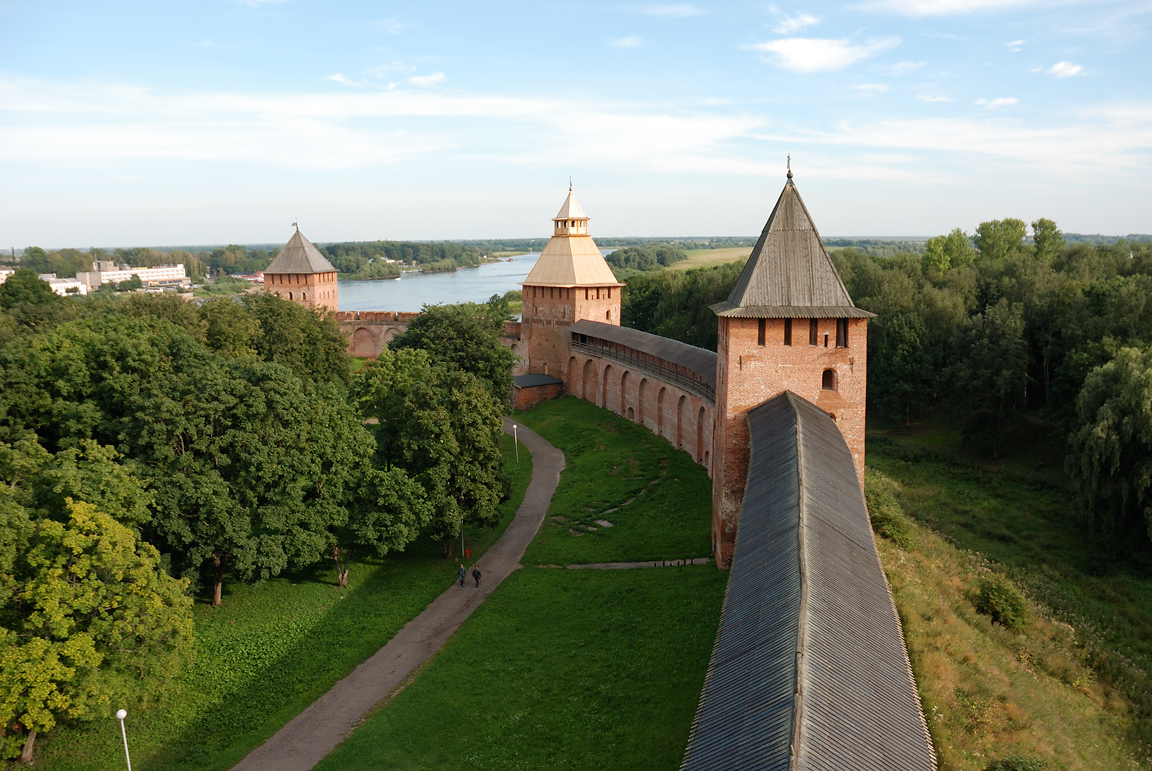
Новгородский кремль

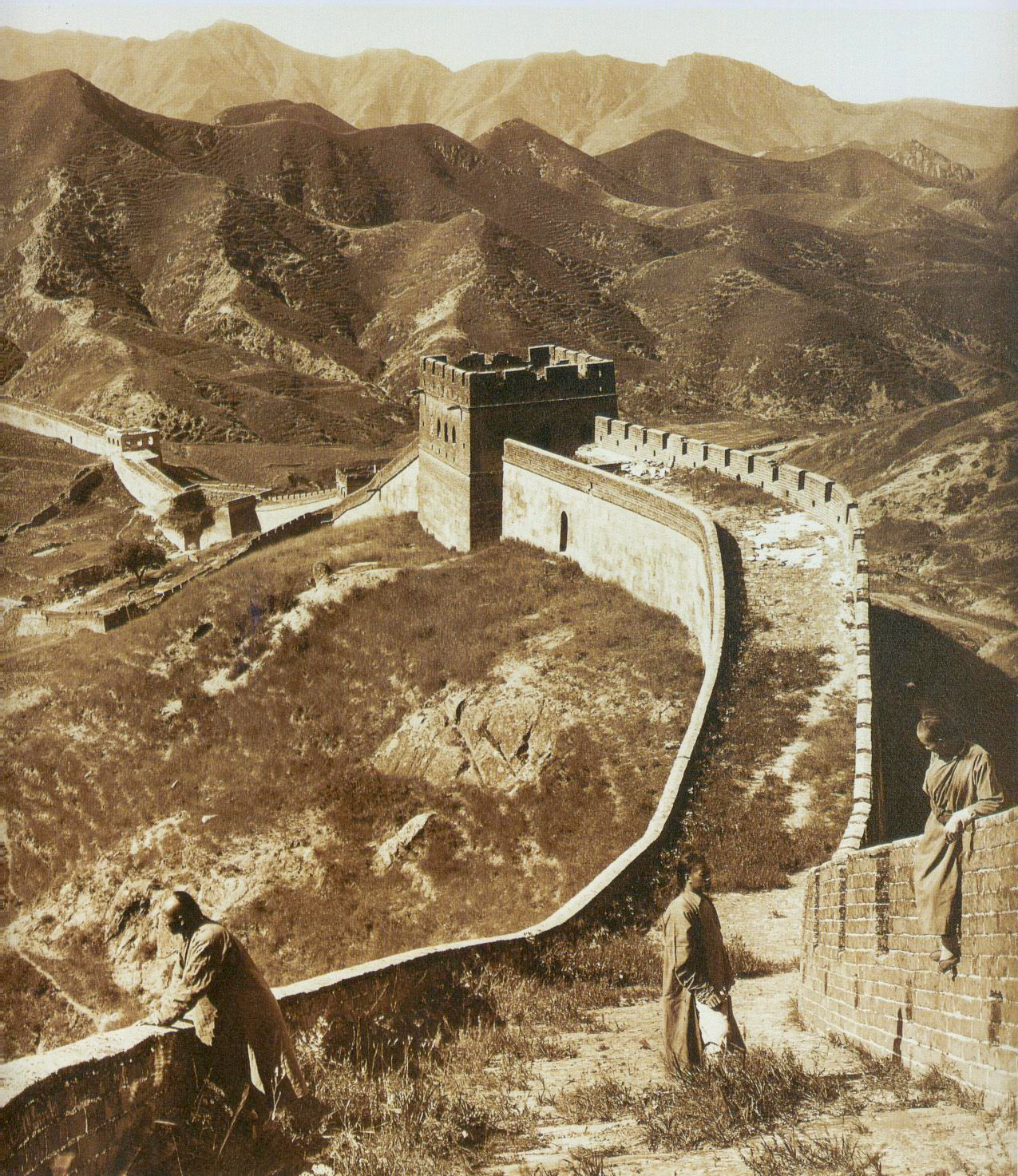
Китайская стена

  - Замок (строение) — европейская крепость — дом феодала
    - Motte and bailey

  - Острог (укрепление) — деревянное укрепление
- Оборонительная стена — часть крепости либо отдельное сооружение
  - Великая китайская стена
- Оборонительная башня — часть крепости
- Сторожевая башня
- Ворота — большие двери для прохода в крепость
  - Герса — двигающаяся вертикально решётка
  - Разводной мост — одновременно и ворота, и мост через ров
- Земляной вал — заградительная насыпь
  - Змиевы валы
- Ров — яма, окружавшая крепость
- Подкоп (мина) — тайный подземный ход, в основном для подрыва укреплений
- Засека — заграждение из поваленных деревьев
- Редут — укрепление для круговой обороны